# 5345 Boynton
Az 5345 Boynton (ideiglenes jelöléssel 1981 EY8) a Naprendszer kisbolygóövében található aszteroida. Schelte J. Bus fedezte fel 1981. március 1-én.